# Bent Viscaal
Bent Viscaal, né le 18 septembre 1999 à Albergen, est un pilote automobile néerlandais. Vice-champion d'Euroformula Open en 2018, il évolue dans le championnat de Formule 2 FIA depuis 2021.

## Biographie

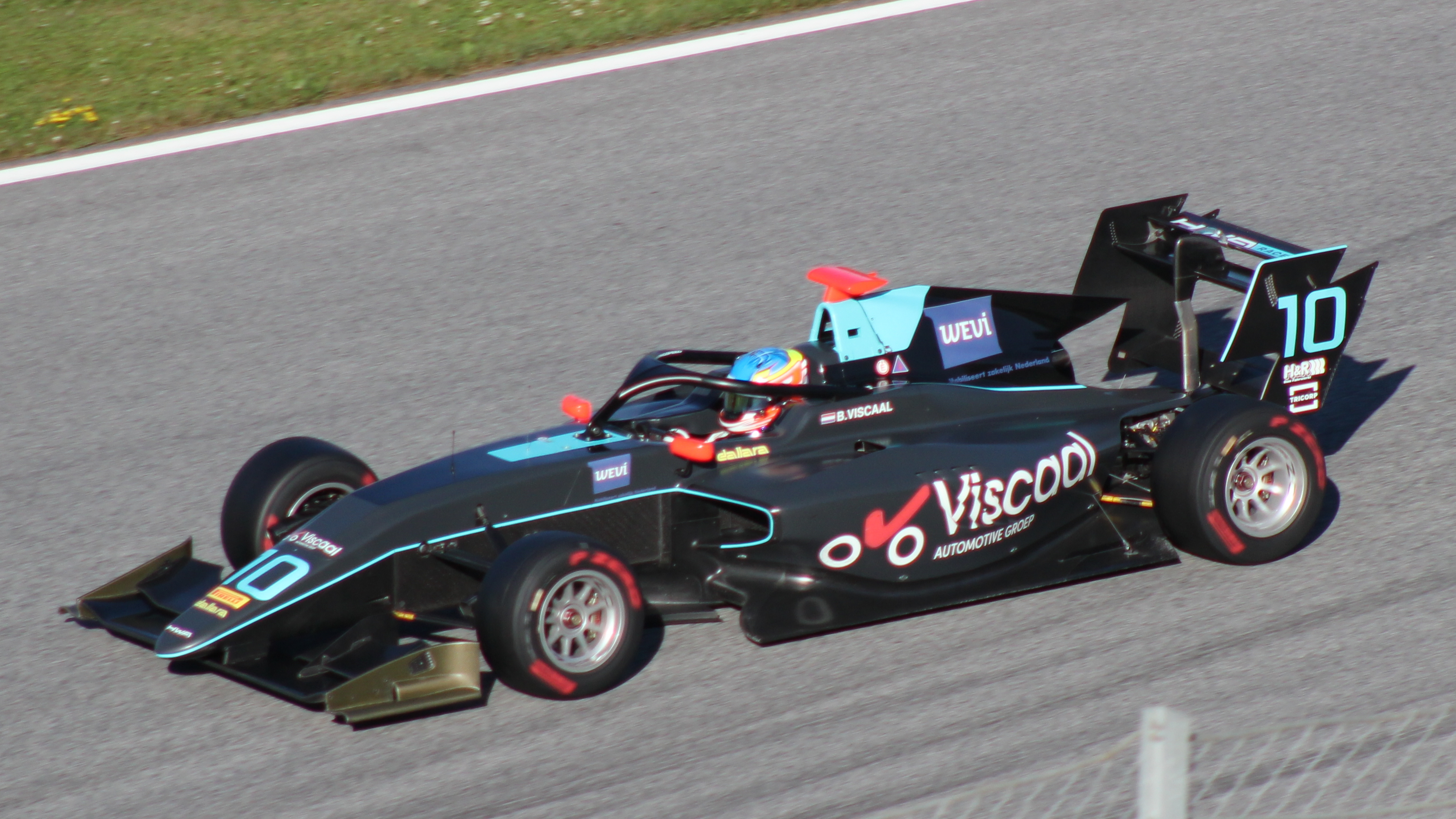
Bent Viscaal à Spielberg en Formule 3 FIA en 2019.

Bent Viscaal commence le karting où il est notamment sacré champion d'Allemagne Junior. Il passe en monoplace en 2017, dans les championnats nord-européen et espagnol de Formule 4, où il est sacré vice-champion derrière Christian Lundgaard mais devant notamment Aleksandr Smolyar. En 2018, il passe en Euroformula Open, où termine vice-champion et meilleur débutant, derrière Felipe Drugovich. Avec la très large domination de ce dernier, Bent Viscaal parvient à accrocher sa première et seule victoire à Silverstone.
En 2019, Bent Viscaal rejoint HWA Racelab dans le nouveau championnat de Formule 3 FIA. Durant l'année, il rejoint la structure de management MB Partners, créée par l'ancien pilote Mark Blundell. Seulement quinzième avec une seule entrée dans les points (cinquième lors de la course principale au circuit Paul-Ricard), Bent Viscaal rejoint MP Motorsport pour la saison 2020. Lors de la troisième manche sur le Hungaroring, après plusieurs dépassements, il termine d'abord quatrième de la course principale, avant de profiter de la pénalité de Logan Sargeant devant lui, pour être classé troisième et ainsi signer son premier podium en Formule 3 FIA,. Le lendemain, s'élançant huitième sous une forte pluie, Bent Viscaal impressionne en doublant tour à tour tous ses adversaires pour franchir la ligne d'arrivée largement en tête,. Cependant, une collision avec Igor Fraga et un dépassement en dehors des limites de la piste sur Logan Sargeant lui donne deux pénalités de cinq secondes,. Possédant six secondes d'avance sur la deuxième place, et plus de dix sur la quatrième place, il perd toute son avance à cause de l'intervention de la voiture de sécurité,. Tous les pilotes étant regroupés, Bent Viscaal perd tout son avantage et termine à une très lointaine 17e place à cause de ces pénalités,.

## Résultats en monoplace
| Saison    | Championnat                               | Écurie                | Courses | Victoires | Pole positions | Meilleurs tours | Podiums | Points | Classement |
| --------- | ----------------------------------------- | --------------------- | ------- | --------- | -------------- | --------------- | ------- | ------ | ---------- |
| 2017      | Championnat d'Europe du Nord de Formule 4 | MP Motorsport         | 21      | 3         | 0              | 1               | 8       | 218    | 2e         |
| 2017      | Championnat d'Espagne de Formule 4        | MP Motorsport         | 19      | 5         | 3              | 8               | 13      | 266    | 2e         |
| 2018      | Euroformula Open                          | Teo Martín Motorsport | 16      | 1         | 4              | 2               | 12      | 240    | 2e         |
| 2018      | Championnat d'Espagne de Formule 3        | Teo Martín Motorsport | 6       | 0         | 1              | 1               | 5       | 104    | 2e         |
| 2019      | Formule 3                                 | HWA Racelab           | 16      | 0         | 0              | 0               | 0       | 10     | 15e        |
| 2019-2020 | MRF Challenge Formule 2000                | MRF Racing            | 4       | 2         | 0              | 2               | 3       | 72     | 11e        |
| 2020      | Formule 3                                 | MP Motorsport         | 18      | 1         | 0              | 1               | 2       | 40     | 13e        |
| 2021      | Formule 2                                 | Trident Racing        | 23      | 0         | 0              | 0               | 2       | 34     | 14e        |